# Empoli
Empoli település Olaszországban, Toszkána régióban, Firenze megyében. Lakosainak száma 48 844 fő (2023. január 1.). Empoli Capraia e Limite, Castelfiorentino, Cerreto Guidi, Montelupo Fiorentino, Montespertoli, San Miniato és Vinci községekkel határos.

## Népesség
A település lakossága az elmúlt években az alábbi módon változott:

| 2018 | 48 626 |
| 2023 | 48 844 |